# Santa Cruz (Schiff, 1979)
Die Santa Cruz war ein 1979 in Dienst gestelltes Kreuzfahrtschiff der in Ecuador ansässigen Reederei Galapagos Cruises, das bis 2015 für Expeditionsreisen zu den Galapagosinseln im Einsatz stand. 2017 ging die Santa Cruz zum Abbruch nach Guayaquil.

## Geschichte

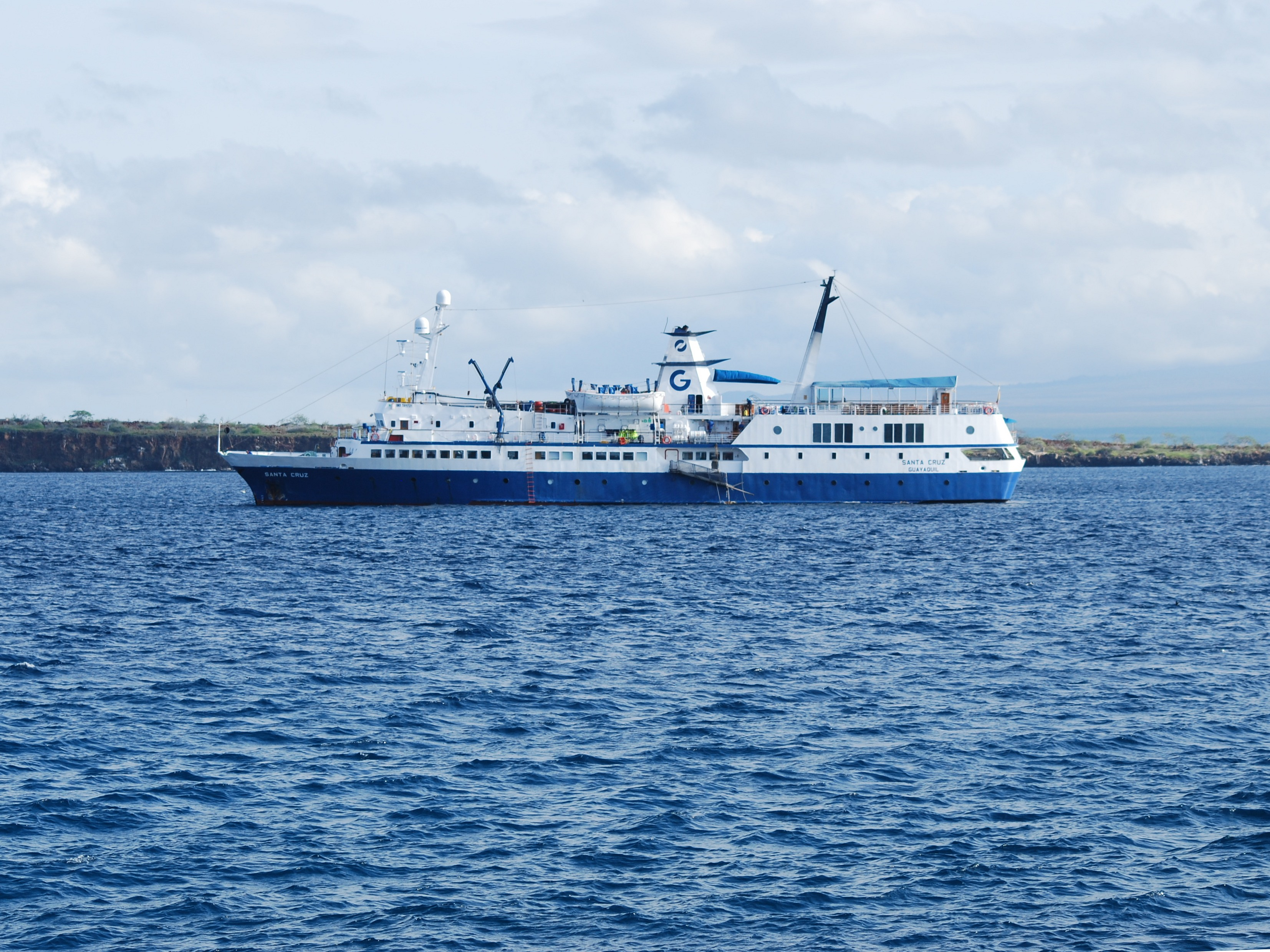
Die Santa Cruz im März 2010

Die Santa Cruz entstand unter der Baunummer 178 in der Werft von Astilleros y Talleres Celaya in Bilbao und wurde 1979 als eines der ersten Kreuzfahrtschiffe für Expeditionsreisen zu den Galapagosinseln in Dienst gestellt.
In den ersten 19 Dienstjahren hatte das Schiff eine weiße Rumpfbemalung. Nach einer Modernisierung in Talcahuano 1998 trug es eine blaue Rumpffarbe. Weitere Modernisierungen erfolgten zudem bereits 1989 und zuletzt 2011. Die Santa Cruz hatte eine Kapazität von 90 Passagieren, die alle in Außenkabinen untergebracht waren. Zu den Passagiereinrichtungen zählten neben dem Speisesaal zwei Bars (darunter eine Außenbar an Deck), eine Lounge, eine Bibliothek, ein Souvenirshop sowie ein Jacuzzi.
Nach 36 Dienstjahren wurde die Santa Cruz am 5. Oktober 2015 ausgemustert und durch die Santa Cruz II ersetzt. Am 30. November 2016 erfolgte nach über einem Jahr Liegezeit die Versteigerung des Schiffes am 30. November 2016. 2017 ging die Santa Cruz zum Abbruch an die Abwrackwerft von Acería del Ecuador in Guayaquil.